# Brunon Bendig
Brunon Bendig (* 6. Oktober 1938 in Chełmno; † 15. September 2006 in Danzig) war ein polnischer Boxer. Er gewann bei den Olympischen Spielen 1960 in Rom eine Bronzemedaille im Bantamgewicht und war Vize-Europameister 1965 in Berlin im Federgewicht.

## Werdegang
Brunon Bendig begann im Jahre 1955 beim Sportverein LZS Starogard mit dem Boxen. Sein erster Trainer war dort Kazimierz Grzywarz. Wenig später wechselte er zu MKS Wisla Tczew (Dirschau). Im Laufe seiner Karriere startete er noch für Zawisza Bydgoszcz (Bromberg), Gedania Gdańsk (Danzig) und Polonia Gdańsk. Dabei wurde er von den Trainern Jozef Kruza, Kazimierczak, Rinke und Karnath betreut und kam in der polnischen Nationalstaffel der Boxer, der er seit 1959 angehörte, in die Hände von Feliks Stamm, der großen Anteil an seinen Erfolgen hatte. Brunon Bendig erlernte den Beruf eines Schlossers und war zunächst bei der polnischen Staatseisenbahn angestellt, bevor er in die polnische Armee eintrat.
Brunon Bendig war  bei einer Größe von 1,69 Metern für das Bantamgewicht (bis 54 kg Körpergewicht), in dem er lange Zeit startete, ein ungewöhnlich schlanker Boxer, der in erster Linie von seiner hervorragenden Technik lebte, während es ihm an Schlagkraft mangelte. Ein weiterer Vorteil war seine große Reichweite. Ab 1965 wechselte er in das Federgewicht (bis 57 kg Körpergewicht), um den ständigen Strapazen des Abtrainierens zu entgehen.  1959 bestritt Brunon Bendig seinen ersten Länderkampf für Polen und siegte dabei über Husein Useinovic aus Jugoslawien nach Punkten. Im Jahre 1960 nahm er auch erstmals an der polnischen Meisterschaft teil. Dabei unterlief ihm in seinem Viertelfinalkampf im Bantamgewicht gegen Stanislaw Dzienis ein Tiefschlag, der seine Disqualifikation nötig machte. Überraschenderweise wurde er trotzdem für die Olympischen Spiele 1960 in Rom nominiert. Obwohl er international recht unerfahren war, überzeugte er in Rom und gewann mit Punktsiegen über John Sentongo, Uganda (5:0), Johannes De Rooij, Niederlande (5:0) und Europameister Horst Rascher aus der Bundesrepublik Deutschland (3:2) und einer Punktniederlage im Halbfinale gegen Oleg Grigorjewitsch Grigorjew aus der Sowjetunion (1:4) eine Bronzemedaille.
Bei der polnischen Meisterschaft 1961 verlor Brunon Bendig im Halbfinale überraschend gegen Teofil Kowalski. Bei der Europameisterschaft 1961 wurde er daraufhin nicht eingesetzt. Er gewann aber bei der 2. Eisenbahner-Meisterschaft der Eisenbahnen der Warschauer Pakt-Staaten in Magdeburg das Turnier im Bantamgewicht. In einem Länderkampf gegen Ungarn in Budapest musste er gegen Gyula Török, dem Olympiasieger von Rom im Fliegengewicht eine Punktniederlage hinnehmen.
Im Jahre 1962 gewann er dann seinen ersten polnischen Meistertitel im Bantamgewicht mit einem Punktsieg über Stanislaw Dzienis. Er stand 1962 auch in der polnischen Nationalstaffel, die in München gegen die Bundesrepublik Deutschland kämpfte. Er verlor dabei seinen Kampf gegen Europameister Manfred Homberg aus Düsseldorf nach Punkten.
1963 wurde er wieder polnischer Meister im Bantamgewicht mit einem Punktsieg im Finale über Henryk Mielczewski. Bei der Europameisterschaft 1963 in Moskau war er im Bantamgewicht wieder dabei. Er unterlag dort aber schon in seinem ersten Kampf gegen Michailo Mitsew aus Bulgarien und erreichte damit nur den 9. Platz. Gegen Ende des Jahres 1963 gelang ihm aber ein großer Erfolg, denn er besiegte im Endkampf der 4. Meisterschaft der Armeen der Staaten des Warschauer Paktes in Lodz Olympiasieger Oleg Grigorjew aus der UdSSR nach Punkten. In einem Länderkampf gegen die BRD in Wrocław schlug er Horst Rascher aus Karlsruhe nach Punkten.
Den dritten polnischen Meistertitel im Bantamgewicht gewann Brunon Bendig 1964. Er bezwang dabei Henryk Mielczewski wie schon 1963 nach Punkten. Bei den Olympischen Spielen dieses Jahres in Tokio gewann er seinen ersten Kampf über den guten DDR-Boxer Rainer Poser knapp nach Punkten (3:2 Richterstimmen), unterlag dann aber schon im Achtelfinale gegen den unbekannten Karimu Young aus Nigeria mit dem gleichen Resultat, schied aus und kam nur auf den 9. Platz.
1965 wechselte Brunon Bendig in das Federgewicht und holte sich auch in dieser neuen Gewichtsklasse den vierten polnischen Meistertitel. Erneut war sein Endkampfgegner Henryk Mielczewski, den er klar auspunktete. Bei der Europameisterschaft 1965 in Berlin (Ost) absolvierte er dann seinen letzten Start bei einer internationalen Meisterschaft. Er siegte dort über Kenneth Israelsson aus Schweden, Constantin Stanew aus Rumänien und Wolfgang Hübner aus der DDR und stand im Finale dem Olympiasieger von 1964 Stanislaw Stepanowitsch Stepaschkin aus der Sowjetunion gegenüber. Stepaschkin gewann diesen Kampf klar nach Punkten und Brunon Bendig gewann die EM-Silbermedaille.
1967 startete er dann letztmals bei einer polnischen Meisterschaft, schied aber im Federgewicht schon im Viertelfinale mit einer Punktniederlage gegen Jan Wadas aus und erreichte nur mehr den 5. Platz.
Danach beendete er seine Boxerkarriere. Brunon Bendig bekam später große Alkoholprobleme, an der auch seine Ehe scheiterte. Mit Hilfe einiger Freunde aus seiner Boxerzeit überwand er diese aber und lebte als Rentner in Danzig, bis er im Jahre 2006 verstarb.

## Internationale Erfolge
(OS = Olympische Spiele, EM = Europameisterschaft, Fl = Fliegengewicht, Ba = Bantamgewicht, Fe = Federgewicht, bis 51 kg, 54 kg bzw. 57 kg Körpergewicht)
- 1960, Bronzemedaille, OS in Rom, Ba, mit Punktsiegen über John Sentongo, Uganda (5:0), Johannes De Rooij, Niederlande (5:0) u. Horst Rascher, BRD (3:2) und einer Punktniederlage (1:4) gegen Oleg Grigorjewitsch Grigorjew, UdSSR;
- 1961, 1. Platz, 2. Meisterschaft der Eisenbahnen der Staaten des Warschauer Paktes in Magdeburg, Ba;
- 1963, 9. Platz, EM in Moskau, Ba, nach einer Niederlage gegen Michailo Miltsew, Bulgarien;
- 1963, 1. Platz, 4. Meisterschaft der Armeen der Staaten des Warschauer Paktes in Lodz, Ba, mit einem Punktsieg im Finale über Oleg Grigorjew;
- 1964, 9. Platz, OS in Tokio, Ba, mit einem Sieg über Rainer Poser, Deutschland (3:2) u. einer Niederlage gegen Karimu Young, Nigeria (2:3);
- 1965, 2. Platz, EM in Berlin (Ost), Ba, mit Siegen über Kenneth Israelsson, Schweden, Constantin Stanow, Rumänien u. Wolfgang Hübner, DDR u. einer Niederlage gegen Stanislaw Stepanowitsch Stepaschkin, UdSSR

## Polnische Meisterschaften
- 1960, 5. Platz, Ba, nach einer Niederlage im Viertelfinale gegen Stanislaw Dzienis,
- 1961, 3. Platz, Ba, nach einer Niederlage im Halbfinale gegen Teofil Kowalski,
- 1962, 1. Platz, Ba, mit einem Punktsieg im Finale über Stanislaw Dzienis,
- 1963, 1. Platz, Ba, mit einem Punktsieg im Finale über Henryk Mielczewski,
- 1964, 1. Platz, Ba, mit einem Punktsieg im Finale über Henryk Mielczewski,
- 1965, 1. Platz, Fe, mit einem Punktsieg im Finale über Henryk Mielczewski,
- 1967, 5. Platz, Fe, nach einer Niederlage im Viertelfinale gegen Jan Wadas

## Länderkämpfe
- 1959 in Kalisz, Polen gegen Jugoslawien, Fl, Punktsieger über Husein Useinovic,
- 1960 in Poznań, Polen gegen BRD, Ba, Punktsieger über Otto Schröck,
- 1960 in Gdańsk, Polen gegen DDR, Ba, Punktsieger über Rainer Poser,
- 1961 in Warschau, Polen gegen Japan, Ba, Punktsieger über Kiyoshi Tanabe,
- 1961 in Berlin (Ost), DDR gegen Polen, Ba, Punktsieger über Horst Schlink,
- 1961 in Lodz, Polen gegen Schottland, Ba, techn. KO-Sieger 2. Runde über William Black,
- 1961 in Budapest, Ungarn gegen Polen, Ba, Punktniederlage gegen Gyula Török,
- 1961 in München, BRD gegen Polen, Ba, Punktniederlage gegen Manfred Homberg,
- 1961 in Würzburg, BRD gegen Polen, Ba, Punktsieger über Müller,
- 1962 in Szczecin (Stettin), Polen gegen Ghana, Ba, Punktsieger über Cassius Aryee,
- 1962 in Wrocław, Polen gegen DDR, Ba, Punktsieger über Rainer Poser,
- 1962 in Lodz, Polen gegen Ungarn, Ba, Punktniederlage gegen Gyula Török,
- 1963 in Bukarest, Rumänien gegen Polen, Ba, Punktsieger über Niculae Puiu,
- 1963 in Lodz, Polen gegen Rumänien, Ba, Punktsieger über Niculae Puiu,
- 1963 in Tokio, Japan gegen Polen, Ba, Punktsieger über Morita,
- 1963 in Takaoka, Japan gegen Polen, Ba, Punktsieger über Masataka Takayama,
- 1963 in Wrocław, Polen gegen BRD, Ba, Punktsieger über Horst Rascher,
- 1963 in Poznań, Polen gegen DDR, Ba, Punktsieger über Rainer Poser,
- 1963 in Lodz, Polen gegen UdSSR, Ba, Punktniederlage gegen Oleg Grigorjewitsch Grigorjew,
- 1965 in Lodz, Polen gegen England, Fe, Punktsieger über Ron Russell,
- 1965 in Lodz, Polen gegen BRD, Fe, Punktsieger über Manfred Maehs,
- 1966 in Kalisz, Polen gegen CSSR, Fe, Punktsieger über Vaclav Vojik,
- 1966 in Berlin (Ost), Fe, Punktniederlage gegen Bernd Drgalla,
- 1966 in Dessau, Fe, Punktsieger über Wagner